# Шиповник колючейший
Шипо́вник колю́чейший, или Шиповник бедренцели́стный, Ро́за бедренцеволи́стная, Роза бедренцели́стная, Роза колю́чейшая, Роза тонконо́жковая, Шиповник колю́чий, Шиповник тонконо́жковый, Роза спинозиссима, Роза пимпинеллифолия (лат. Rósa spinosíssima) — кустарник; вид рода Шиповник семейства Розовые.
Казахское название: Итмұрын өте тікенектi.
Китайское название: 密刺蔷薇.
В зарубежной литературе по цветоводству встречаются другие названия этого вида: Bibernellrose, Burnet Rose, Dünen-Rose, Rosa lutescens var. spinosa Pursh, Rosa rupincola Fisch. ex Sweet, Rosier à Mille Epines, Scotch Briar, Scots Rose, Small Burnet-leaved Rose, Pimpernell Rose, Pimpinell Rose, Wild Irish Rose, Common Scotch, Rosa spineola, Scotch Rose.
Rosa spinosissima является одним из предков многих сортов роз, в частности обширной группы Scots Roses (шотландские розы).
В прошлом, многие авторы разделяли Rosa pimpinellifolia и R. spinosissima на отдельные виды. Главной отличительной признак: наличие или отсутствие жёстких волосков на цветоножках. У R. spinosissima они есть, у R. pimpinellifolia или R. spinosissima var. pimpinellifolia нет. Молекулярные исследования на образцах из диких популяций в Великобритании доказали, что образцы, приписываемые R. pimpinellifolia и R. spinosissima принадлежат к одному виду. По правилам систематики, название R. spinosissima имеет «приоритет».

## Естественные разновидности
- Rosa spinosissima var. altaica (Willd.) Rehder (syn. Rosa altaica Willd.[9]). Побеги слабо-колючие, цветки белые, крупные, 4—6 см в диаметре, цветоножки голые.
 Распространение: Китай (Синьцзян), Сибирь[6].
- Rosa spinosissima var. spinosissima. Побеги сильно-колючие, цветки белые, розовые или желтоватые, 2—5 см в диаметре, цветоножки опушены железистыми волосками и в молодом возрасте.
Распространение: в лесах, на травянистых склонах, по берегам рек, на высотах от 1100 до 2300 метров над уровнем моря. Синьцзян (Altay Shan, Diqu Xian), Россия (Сибирь), Северная и Юго-Западная Азия, Европа[6].

## Распространение
Почти вся Центральная Европа, Центральная Азия.
Каменистые горные склоны, в Англии на дюнах и пастбищах, может доходить до субальпийской зоны.

## Ботаническое описание
Высота куста (30) 0,75–2 м.

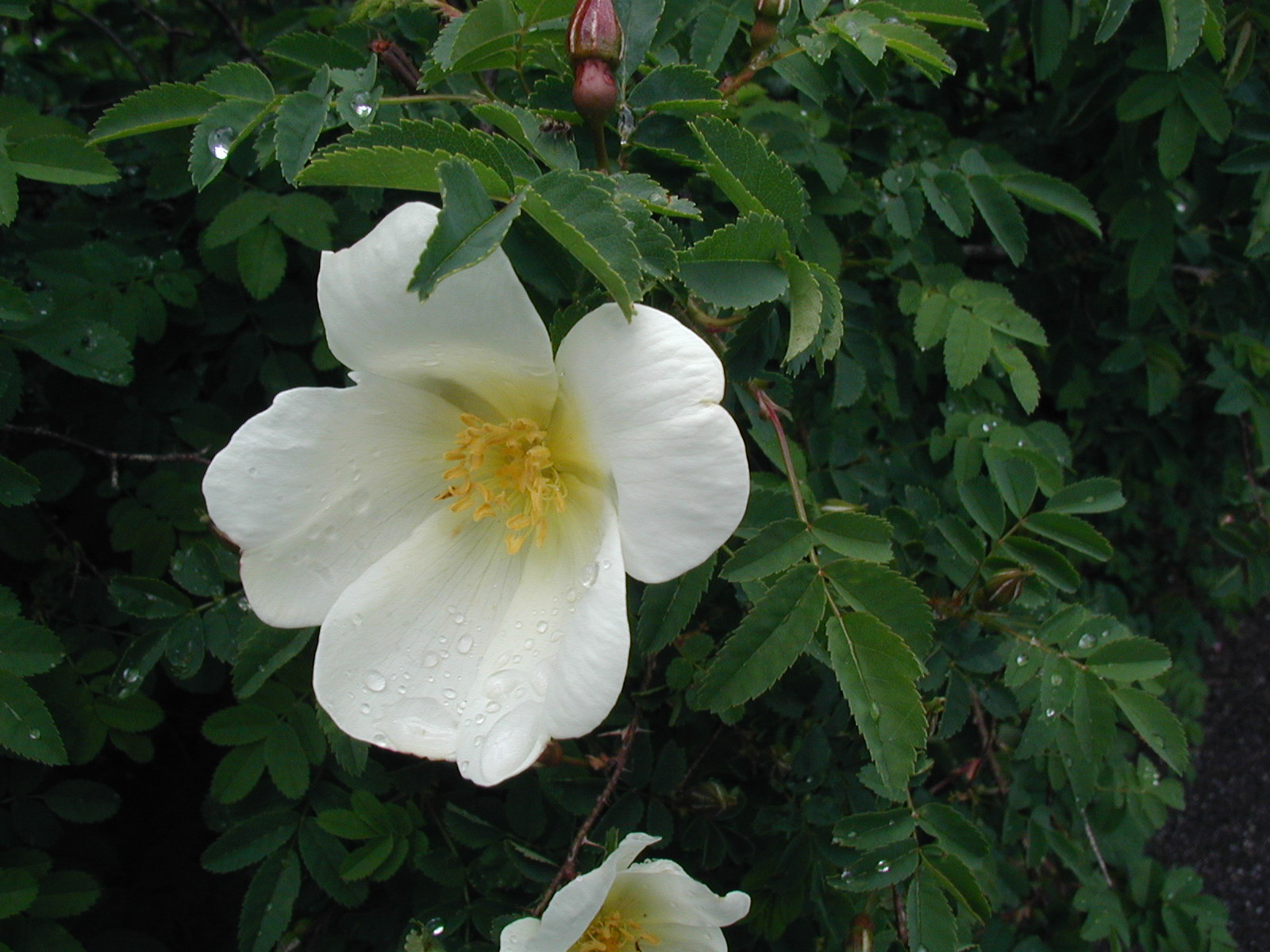
Цветок и листья

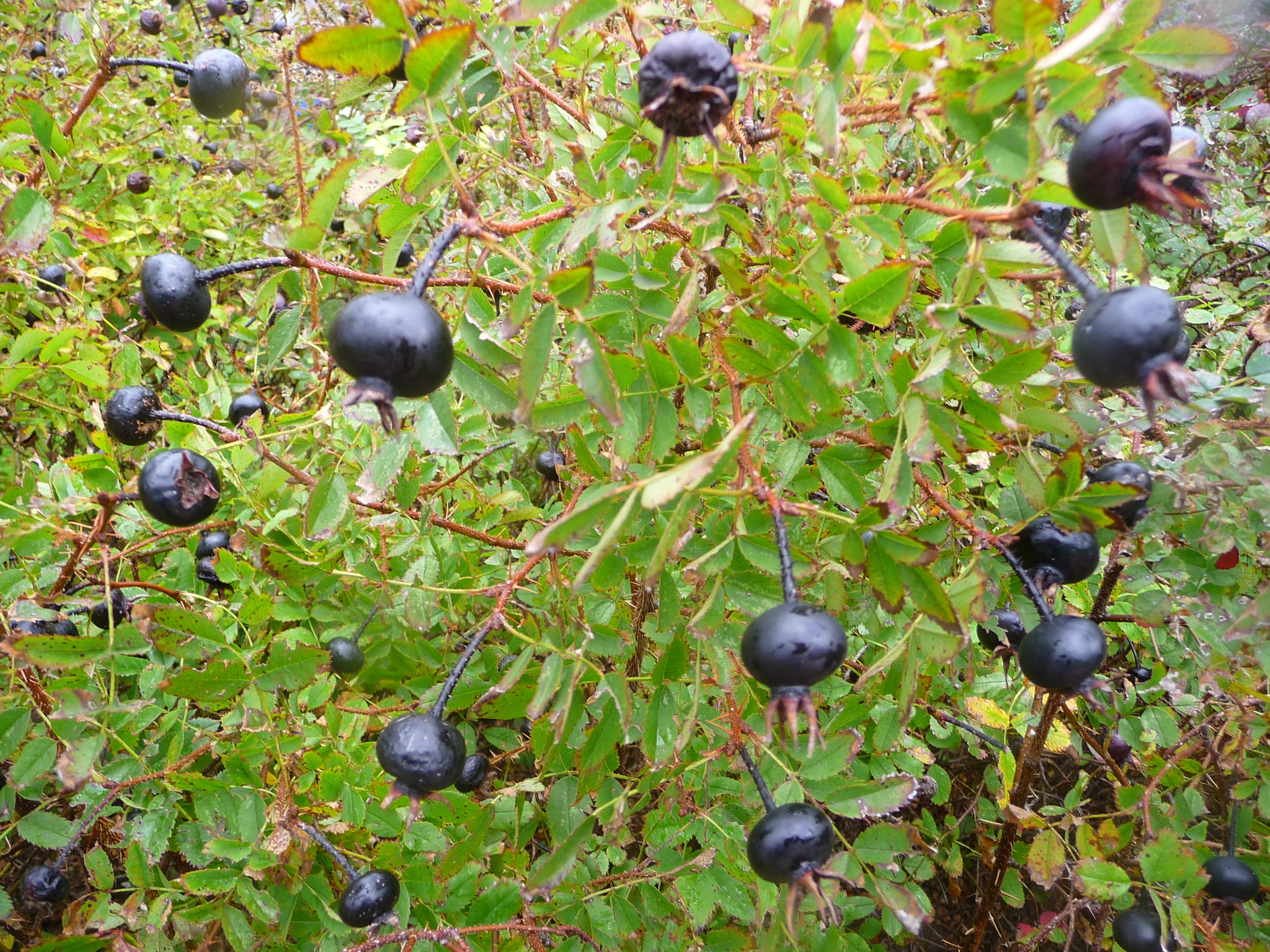
Плоды

Шипы различных размеров, тонкие, прямые, обычно внезапно расширенные при основании, самые крупные равны или длиннее самых крупных листочков.
Листья о 5–11 листочках, прилистники голые, реже с желёзками по краю, узкие, с прямыми или расходящимися ушками; листочки мелкие, длинной 5–18 мм, округлые или эллиптические, закруглённые или тупоугольные на верхушке, голые, с каждой стороны с 5–15 простыми, острыми или прямоугольными, более менее глубокими зубцами сверху тёмно-, снизу светло-зелёные.
Цветки одиночные, на длинных, 10–30(45) мм длиной, цветоножках, гладких или усаженных стебельчатыми желёзками и игольчатыми шипиками; гипантии шаровидные или лишь немного длиннее своей ширины; чашелистики простые, узко ланцетные, от основания суженные, 7–17 мм длины, короче лепестков, на спинке гладкие или слегка опушенные, остающиеся при плодах, растопыренные или отклоненные книзу.
Венчик 2–5 см в диаметре; лепестки крупные, выемчатые, белые или изжелта-белые; столбики образуют большую беловойлочную головку рылец.
Плоды 6–14 мм длиной, шаровидные или сплюснуто-шаровидные (немного шире длины), в зрелом состоянии черноватые, увенчанные чашелистиками; цветоножки ко времени созревания плодов иногда мясистые, черноватые.
Цветёт в мае-июне.
Кариотип: 2n = 28.

## В культуре

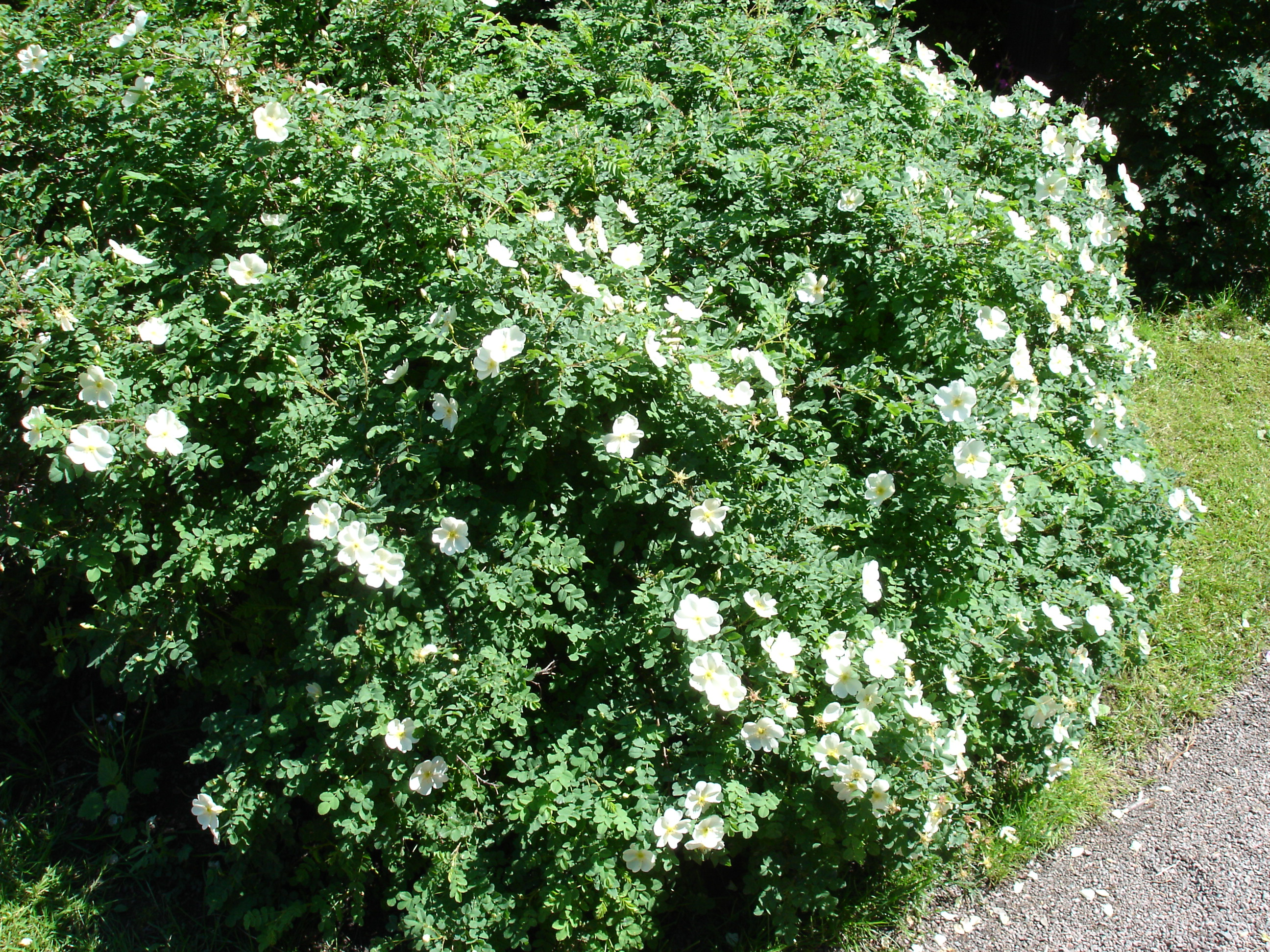
Цветущий кустарник

Rosa spinosissima является одним из предков многих сортов роз. Розы созданные на основе этого шиповника и сохранившие некоторые характерные для него черты, по современной классификации роз относят к классу Гибриды розы Спинозиссима (Hybrid Spinosissima). Розы этого класса известны как минимум с 1600 года.
В ГБС с 1949 года, 5 образцов (10 экз.) выращены из семян. В 42 года высота 2,4 м, диаметр кроны 150 см. Вегетирует с середины апреля до сентября-октября. Темп роста средний. Цветение в июне. Плодоносит с 5 , плоды созревают в августе. Зимостойкость полная. Жизнеспособность семян 97 %, всхожесть 26 %. Укореняется 92 % черенков при обработке 0,01%-ным раствором индолилмасляной кислоты в течение 24 часов.
В средней полосе широко распространена в культуре его садовая форма с кремовыми, полумахровыми цветками. Морозостоек, к почве и влаге малотребователен, светолюбив, хорошо переносит условия города. Используется в одиночной и групповой посадке, низких опушках и живых изгородях.
Тетраплоид. Теневынослив. Цветки имеют сильный аромат.
Зоны морозостойкости: 3b–9b.
Устойчивость к болезням роз очень высокая.

## Значение и применение
Высушенные листья и плоды употребляются на Кавказе как суррогат чая.
Еще Карл Линней указывал на поедаемость всеми животными. Молодые побеги поедаются в свежем виде лошадьми. Как примесь в сене поедается удовлетворительно лошадьми и крупным рогатым скотом.
В плодах содержится 17–20 мг % аскорбиновой кислоты, редко до 150 мг %. В сухих плодах содержится от 5 до 7 % дубильных веществ.

## Охрана
Вид включён в Красные книги Курской области, Республики Башкортостан, Львовской области Украины, Республики Хакасия.